# عشق و مرگ (فیلم ۱۳۶۹)
عشق و مرگ فیلمی به کارگردانی محمدرضا اعلامی و نویسندگی تهمینه میلانی و محمدرضا اعلامی محصول سال ۱۳۶۹ ایران است.

## خلاصه داستان
دکتر متینی در سال‌های پیش از انقلاب، ابتدا جزو دانشجویان مبارز بوده اما با طرح و توطئه پدرزنش کهٔ از سران ساواک بوده، به همرزمانش خیانت کرده و از این رهگذر به زندگی مرفهی دست یافته‌است. پس از انقلاب، همسرش به همراه خانواده خود به خارج از کشور رفته و متینی برای جبران گذشته، تمامی دارایی اش را در اختیار بیمارستان گذاشته و خود نیز تمام وقت در بیمارستانی دیگر به خدمت مشغول است. یکی از دانشجویان او که در ضمن پرستار نیز هست، شیفته شخصیت ایثارگرانه اش می‌شود و این در حالی است که نامزد پرستار، افشین، این رابطه را خیانت می‌پندارد. پس از برخوردهای متعدد بین افشین و متینی، بیمارستان توسط عراقی‌ها بمباران می‌شود و افسانه بشدت زخمی می‌شود. دکتر متینی سعی می‌کند او را نجات دهد، اما موفق نمی‌شود. افشین که متوجه رابطه انسانی او با افسانه شده، به اشتباه خود پی می‌برد و این در حالی است که افسانه به شکل معجزه آسایی دوباره زنده می‌شود.

## بازیگران
- جمشید هاشم‌پور
- چنگیز وثوقی
- ثریا گل‌محمدی
- عباس جهانبخش
- فهیمه راستکار
- امیرحسین خان‌شهری
- ماهایا پطروسیان
- مریم هوشیدری
- غلامرضا طباطبایی
- رضا جهانگیری
- رضا جهانبخش
- غزال اعلامی
- اصغر علایی
- شهرام جمشیدی
- شیوا خنیاگر
- کریم مرائی
- قادری
- علیرضا علایی
- داوود خلیلی
- محمود تبریزی
- طاهره جهانبخش
- آذر فاضلی‌پور
- مینا باقرزاده
- حسن خلیلی
- فاطمه ششکلانی
- سیمین نفیسی
- بروجردی
- ملیحه نصیری
- مختار سائقی
- رضا منوچهری
- صدیقه کیانفر